# Raske Penge
Raske Penge (født Rasmus Poulsen, 30. juni 1977, Vestbjerg) er en dansk dobbelt platin-sælgende dancehall kunstner (rapper, sanger og sangskriver). Han er også kendt som DJ under navnet Ras Money (Deejay og Selector i lydsystemet Rootsman Hi-Fi) og har under sit borgerlige navn arbejdet som forfatter, radiovært og journalist.
Før Raske Penge begyndte sin solokarriere var han at finde som toaster og DJ hos et af Danmarks største lydsystemer, Rootsman Hi-Fi, med hvem han har vundet Danish Soundclash Championship i 2007. 
Endvidere har Ras Money aka. Raske Penge skrevet bøgerne "Graffiti i Danmark" (Klematis, 1997) og "Natasja" (Politiken, 2010)  sidstnævnte i samarbejde med Natasjas gode veninde, musikeren Karen Mukupa. Rasmus Poulsen har også skrevet for det nu hedengangne danske hip hop magasin Actionspeax.
Rasmus Poulsen har også lavet filmen "Man Ooman (Man Woman)" fra 2008 om dancehall-genrens udprægede dansestil, daggering, i samarbejde med instruktøren Andreas Rosforth. Endvidere har Rasmus Poulsen arbejdet som freelancejournalist og været radiovært hos Danmarks Radio.

## Historie

### 2011
Raske Penge debuterer med 7"-vinyl udgivelsen "Bor Her/Rundt" på det uafhængige politiske pladeselskab Kontrafon. Første oplag af pladen blev udsolgt på under to måneder, og andet optryk blev udsolgt i forudbestilling. A-siden "Bor Her" blev nummer 1 på P3s alternative hitliste Det Elektriske Barometer og playlistet på DR P6. B-siden "Rundt" blev uopfordret playlistet på P3 og gik nummer 1 på P3s officielle hitliste Systemlisten. Videoen til "Rundt" rundede over 100.000 YouTube views på under to måneder og er blevet set over 2.675.000 gange (16. Juni 2025).

### 2012
2012 er Raske Penges store gennembruds år, hvor han udgiver sin første 12" vinyl og digitale EP "Original", hvorfra singlen "Intelligent" modtager to priser.
"Faxe Kondi" udkommer, en duet med Klumben, som bliver lavet til Klumbens debut EP "Fra Klumben Til Pladen". "Faxe Kondi" er en af årets mest spillede sange i radioen og modtager hele tre priser.
I foråret bliver livebandet 80'erne samlet sammen med Klumben og de spiller deres første koncert på Roskilde Festival 2012, hvor de angiveligt trækker flere publikummer til Pavillon scenen end nogensinde før. Successen på Roskilde Festival bliver fulgt op af tournéen "Tung Tur 2012". De 11 konceerter på touren er udsolgt næsten alle steder og får rigtig gode anmeldelser. Klumben & Raske Penge bliver kåret som "Årets Livenavn" ved prisuddelingen Årets Steppeulv for deres koncerter i 2012.

### 2013
Klumben & Raske Penge laver touren "3013 Tour" med 80'erne og med TopGunn & J.J. Wild. som support.
Klumben og Raske Penge laver også soundtracket og singlen "Missionen" til filmen MGP Missionen. Raske Penge medvirker bl.a. også på sangen "Hold Ud" fra TopGunns album "21".
I december udkommer "Yndlingsstof EP"; en 10" vinylplade der der er pakket i en apotekerpose præget med et håndskåret stempel indeholdende en tegneserie på 16 sider, tekstark og et forskelligt fotografi i hver plade. To skæringer fra pladen, "Yndlingsstof" og "På Beløbet", kommer i rotation på P3. Pladen bliver udgivet på Raske Penges eget selskab Raske Plader.

### 2014
Klumben & Raske Penge laver touren "Torden Tour 2014" sammen med 80'erne og udgiver singlen og videoen "Fridag!" med cover tegnet af Adam O. Sangen kommer i b-rotation på P3 hele sommeren. 
Raske Penge laver sangen "En af Os" til Ezi Cuts mixtape "Drop Dead Mixtape vol. 7".
På Roskilde Festival 2014 spillede Klumben & Raske Penge koncert på Orange Scene. Koncerten blev set af ca. 50.000 publikummer og desuden streamet på Roskilde Festivals live-stream og transmitteret direkte i fuld længde på DR3.
Klumben og Raske Penge annoncerer at de stopper deres flerårige koncerttourné på ubestemt tid, for at fokusere på det essentielle og lave musik.
Raske Penge medvirker på Niklas nummeret "Tingene Kan Gå Hurtigt" med tilhørende video.

### 2015
Raske Penge medvirker på Okay Funky nummeret "Bangarang" sammen med Lady Smita.
Raske Penge medvirker på Fresh-I nummeret "Men Med Ham" med tilhørende video.
Raske Penge udgiver 3 singler forud for hans kommende 3x album. Sangene er "Hvem Ved?" (produceret af O.B.F), "Ik Stol På Dem" (med Højer Øye) og "Blæst Igen" (med 2000F og Højer Øye). Raske Penge udgiver også den første af singlerne, "Hvem Ved?", på 7"-vinyl med "Fridag!" som b-side.

## Diskografi

### Album
- "Bor Her/Rundt" (2011)
- "Original" (2012)
- "Yndlingsstof" (2013)
- "Indtil Nu" (2015)

### Singler
- "Bor Her" (2011)
- "Rundt" (med Klumben) (2011)
- "Intelligent" (2012)
- "Original Bang Ding" (2012)
- "Dolly" (med TopGunn) (2012)
- "Yndlingsstof" (2013)
- "Fridag!" (med Klumben) (2014)
- "Hvem Ved?" (2015)
- "Ik Stol På Dem" (med Højer Øye) (2015)

### featured
- "Tjaldva" (med TopGunn) (2012)
- "Faxe Kondi" (med Klumben) (2012)
- "Missionen" (med Klumben) (2013)
- "Som En Vinder" (med DJ Static og Danni Toma) (2013)
- "Hold Ud" (med TopGunn) (2013)
- "Timerne Går" (med Natasja og 2000F) (2013)
- "Kom I Gang" (med Jonny Hefty, Jøden, Mikael Melody, Skodkongen, Ham Der Hasse, Mystic MC og LillePis) (2013)
- "Tingene Kan Gå Hurtigt" (med Niklas) (2014)
- "Bangarang" (med Okay Funky og Lady Smita) (2015)
- "Men Med Ham" (med Fresh-I) (2015)
- "King Kong" (med Donkey Sound, Shaka Loveless, Kaka, Pharfar, Sukker Lyn, Klumben & Wafande) (2015)
- "Blæst Igen" (med 2000F og Højer Øye) (2015)
- "Hash" (med Klumben) (2016)
- "Klub 27" (med Klub 27) (2016)

## Priser og nomineringer
| År   | Nomineret værk               | Pris                                                                         | Resultat  |
| ---- | ---------------------------- | ---------------------------------------------------------------------------- | --------- |
| 2012 | Intelligent                  | Årets sang - Årets Steppeulv                                                 | Nomineret |
| 2012 | Faxe Kondi                   | Årets Danske Hit - GAFFA-Prisen                                              | Vundet    |
| 2012 | Intelligent                  | Årets Budskab - Sorte Får Awards Arkiveret 16. juli 2014 hos Wayback Machine | Vundet    |
| 2013 | Klumben & Raske Penge        | Årets livenavn - Årets Steppeulv                                             | Vundet    |
| 2013 | Raske Penge                  | P3 Prisen - P3 Guld                                                          | Nomineret |
| 2013 | Faxe Kondi                   | Årets Hit - Zulu Awards                                                      | Vundet    |
| 2013 | Faxe Kondi                   | P3 Lytterhittet - P3 Guld                                                    | Vundet    |
| 2015 | Ik Stol På Dem               | Årets musikvideo - Drop Dead Awards                                          | Nomineret |
| 2016 | Rasmus Poulsen (Raske Penge) | Årets tekstforfatter - Årets Steppeulv                                       | Nomineret |